# Blommersia blommersae
Blommersia blommersae (Guibé, 1975) è una rana della famiglia Mantellidae, endemica del Madagascar.

## Distribuzione e habitat
La specie è diffusa nel Madagascar centro-orientale.
Il suo habitat è rappresentato dalle aree paludose all'interno o nelle vicinanze della foresta primaria, ad una altitudine compresa tra 800 e 1.200 m s.l.m.

## Conservazione
La specie è considerata a basso rischio dalla IUCN red list.

Parte del suo areale ricade nel Parco nazionale di Andasibe-Mantadia e nel Parco nazionale di Ranomafana.